# Louis Maxson
Louis William Maxson (født 2. juli 1855, død 2. juli 1916) var en amerikansk bueskytte, som deltog i OL 1904 i St. Louis.

## Idrætskarriere
Maxson var en af de mest kendte bueskytter omkring år 1900 og var således amerikansk mester adskillige gange fra 1889 og frem. Han var medlem af klubben Potomac Archers 1901-1904, som var landets bedste i denne periode.
Hans deltagelse ved OL i 1904 fandt sted i tre officielle discipliner, der alle udelukkende havde amerikanske deltagere. I de to individuelle discipliner klarede han sig ikke imponerende og blev nummer tolv i hver af dem, men i holdkonkurrencen, hvor han stillede op for Potomac Archers sammen med William Thompson, Robert Williams og Galen Spencer, lykkedes det holdet at vinde guld med 1344 point, akkurat foran Cincinnati Archers med 1341 point, mens Boston Archers blev nummer tre med 1268 point.
Maxson var i mange år sekretær i det amerikanske nationale bueskydningsforbund.